# Namdong Induspark (métro de Séoul)
Namdong Induspark (hangeul : 남동인더스파크 ; hanja : 南洞産業團地) est une station de passage de la ligne Suin–Bundang du métro de Séoul. Elle est située au 17 Euncheong-ro, dans l'arrondissement Namdong-gu sur le territoire de la ville métropolitaines Incheon, au sud-ouest de Séoul, en Corée du Sud.
Ouverte en 2012, la station est desservie par les rames omnibus qui circulent sur la ligne Suin–Bundang.

## Situation sur le réseau

Plan du réseau (2023)

Établie en aérien, la station Namdong Induspark est une station de passage de la ligne Suin–Bundang du métro de Séoul. : elle est située entre la station Hogupo, en direction du terminus nord Cheongnyangni, et la station Woninjae, en direction du terminus ouest Incheon.